# Marino di Marco Cedrino
Marino di Marco Cedrino, o Marino Cedrini (fl. XV secolo), è stato uno scultore e architetto italiano veneziano di origine attivo nel XV secolo.
È caratterizzato da uno stile ancora fortemente influenzato dal gotico, ma che immette già elementi rinascimentali.

## Biografia

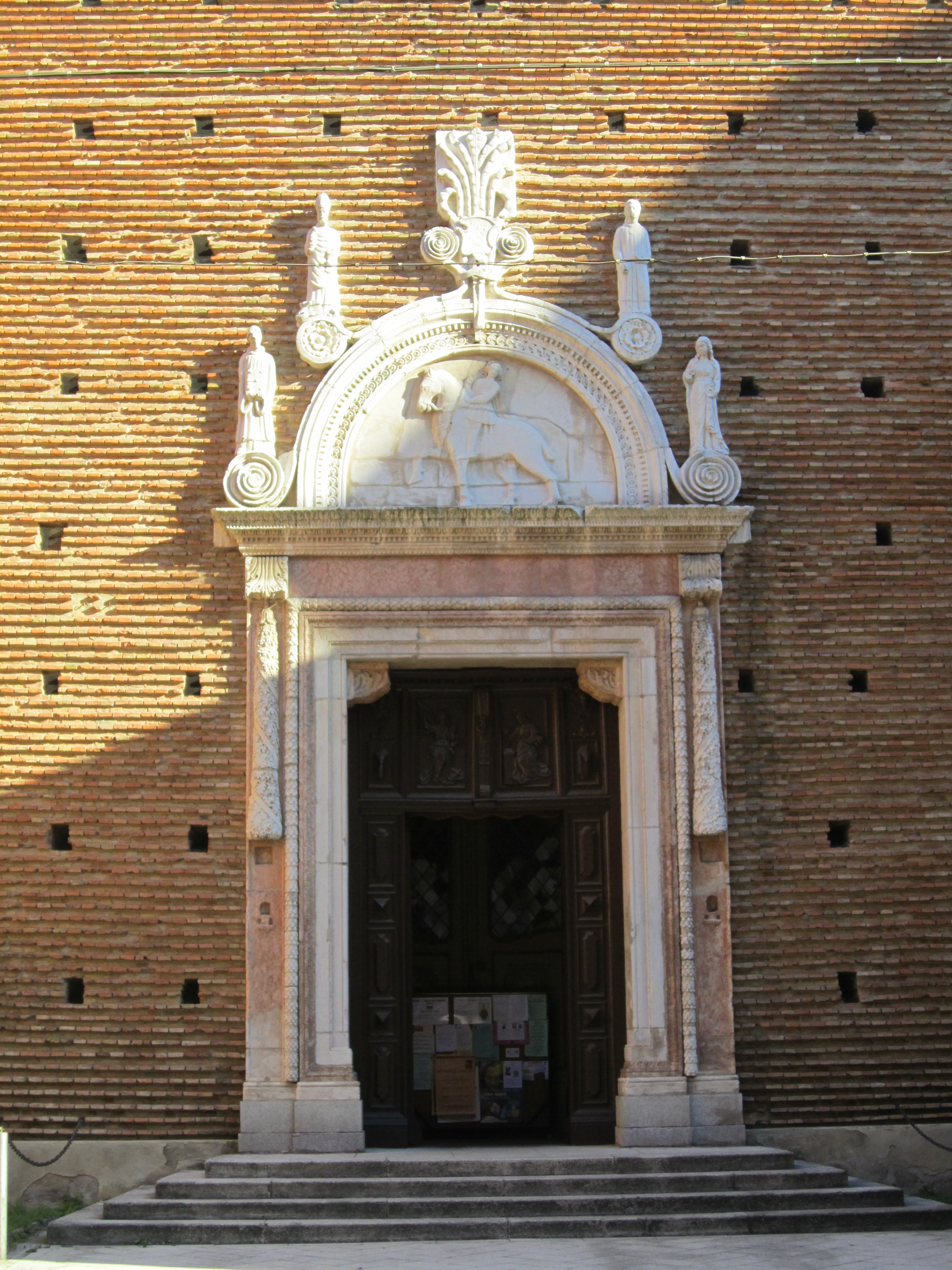
Portale della Chiesa del Carmine a Forlì.

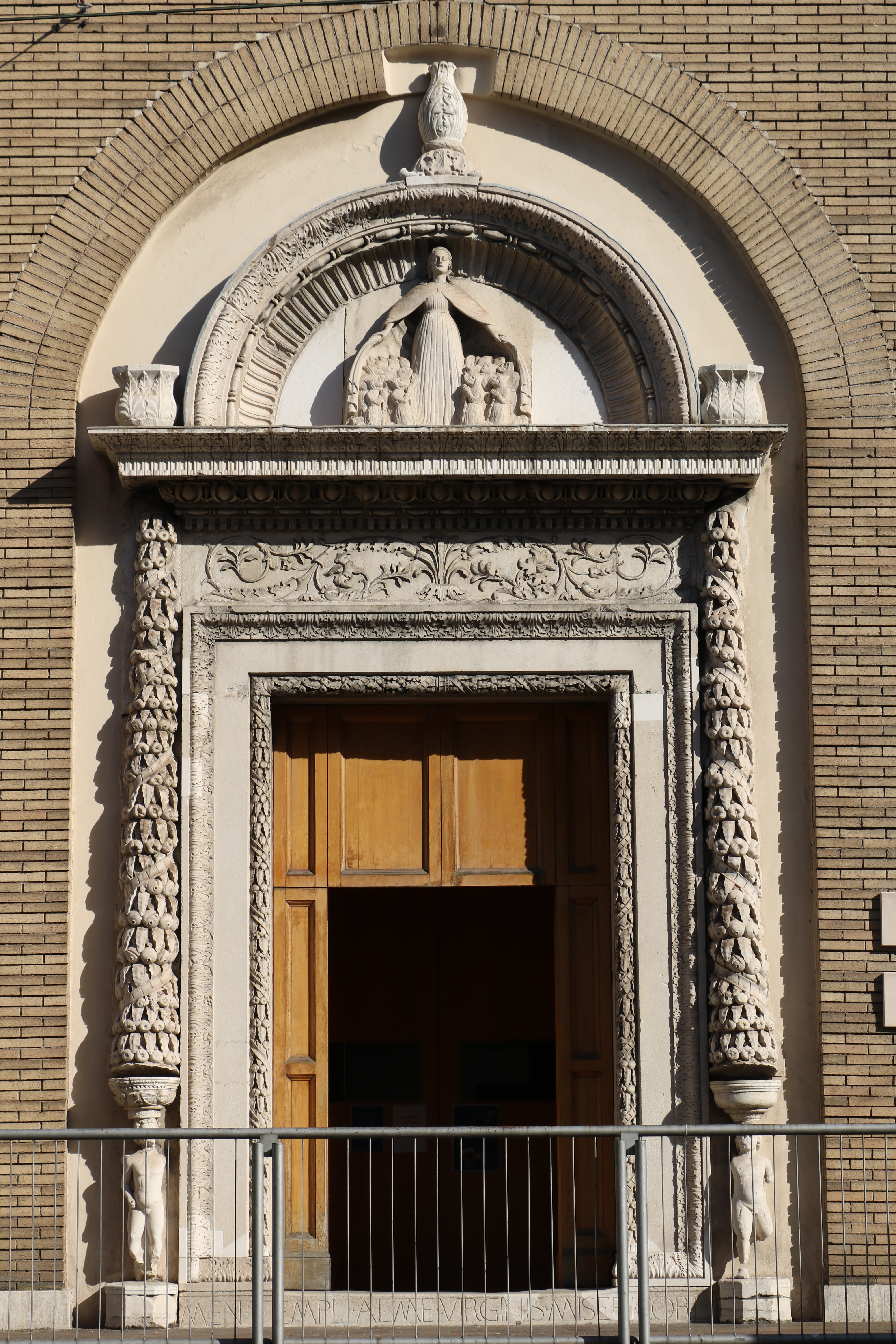
Portale della ricostruita Chiesa di Santa Maria della Misericordia, ad Ancona.

L'artista, naturalizzato veneziano, era figlio del riminese Marco Cedrini. Alla morte del padre si trasferì nell'Italia centrale e operò soprattutto fra Marche e Romagna, lasciando diversi portali scolpiti, sculture, loggiati e opere architettoniche.
Assai incerta è la sua presenza a Venezia, con sole due opere attribuitegli: l'altorilievo con Cristo deposto nel sepolcro nella cappella del Sacro Chiodo della chiesa di San Pantalon (Venturi, 1908; ma vedi Ricci, 194; Lorenzetti, 1963, p. 562) e il tabernacolo marmoreo della sacristia dei Frari, ormai quasi concordemente negato al Cedrini.
La prima opera documentata è l'altorilievo del Leone di San Marco sulla Torre della Cappella della Rocca Brancaleone di Ravenna, eseguito fra il 1458 e il 1460 e firmato "Marinus Marci Cedrini Venetus feci". Sempre a Ravenna si deve a lui il balcone di casa Ghigi, distrutto nel 1902. Successivamente Marino scolpì, intorno al 1460, un altro leone veneziano, molto vicino a quello ravennate, e una bifora per la facciata di Palazzo Nardini - Ridarelli a Sant'Angelo in Vado (PU).
Il primo documento che lo menziona è una lettera del 2 marzo 1462, dove i Priori del Comune di Fermo chiedevano a quelli di Amandola di sollecitare l'artista per iniziare i lavori nella loro città già promessi al fermano Ludovico Euffreducci (Ferranti, 1891). A Fermo realizza  l'arco di trionfo della cappella Euffreducci per la Chiesa di San Francesco.
Nel 1464 è documentata una delle sue opere più significative: il portale dell'antico Duomo di Forlì, ora sulla facciata della chiesa del Carmine. Il portale, ornato di tralci scolpiti, è incentrato sulla lunetta con un membro della famiglia Ordelaffi rappresentante San Valeriano a cavallo; sormonta il tutto quattro statue di santi.
Nel 1468 Marino di Marco Cedrino siglò il portale della chiesa di Sant'Agostino ad Amandola, definendosi "venetus sculptor". Fedele al suo stile il portale si presenta goticizzante e grandioso nel suo insieme. Vi spiccano le figure di Sant'Agostino e di Santa Monica.
Il 3 ottobre del 1471 venne nominato muratore et fabricatorem del Santuario di Loreto dal commissario pontificio Iacopo Petruccio. Ove gli fu affidato il proseguimento della costruzione che prevedeva l'erezione dei muri maestri e i pilastri dell'abside a partire dal braccio meridionale della crociera. Collaborò alla fabbrica del santuario fino al 1476 o al 1477. Ancora a Loreto costruì la facciata del Palazzo della Provincia, oggi municipio. Negli stessi anni è documentato che il 2 dicembre 1475 opera a Civitanova (Gianuizzi, 1913) per il convento di San Francesco, ove gli si attribuisce il campanile del monastero e anche quello della chiesa di Sant'Agostino. 
Nello stesso documento è citato come habitat Anconae, infatti, lasciata la direzione dei lavori a Loreto si stabilisce ad Ancona. Qui, nel 1475, realizza il bel portale della Chiesa di Santa Maria della Misericordia, ormai pienamente rinascimentale, caratterizzato da due festoni laterali di melograno, dall'architrave a girali d'acanto, da un fregio a foglie d'acanto, da due putti che reggono le acquasantiere e soprattutto dalla statua della Madonna della Misericordia nella lunetta. La chiesa è stata distrutta nel corso dei bombardamenti di Ancona del 1943-1944, ma è stato possibile recuperare il portale di Marino Cedrino, che tramite anastilosi è stato poi posto nella chiesa ricostruita, sia pur in un'altra localizzazione. Ad Ancona è attribuito a Marino di Marco Cedrino anche il portale di Palazzo Cresci-Antiqui che si affaccia su via della Catena.
Sembra abbia lavorato al campanile del duomo di Macerata (terminato nel 1478). 
L'ultima sua notizia si ha nel 1476 quando a Fano eresse per il vescovo Giovanni Tosi un portico antistante il Duomo,come testimoniato da un frammento marmoreo cittadino recante l'iscrizione: MCCCCLXXVI Ioannes Tonsus Pontifex Fani divae Mariae Porticum dedit opus Marini Cedrini veneti architetti aedis beata Mariae in Laureto. Tuttavia il portico verrà in seguito demolito. 
Non sono noti né il luogo né la data di morte.

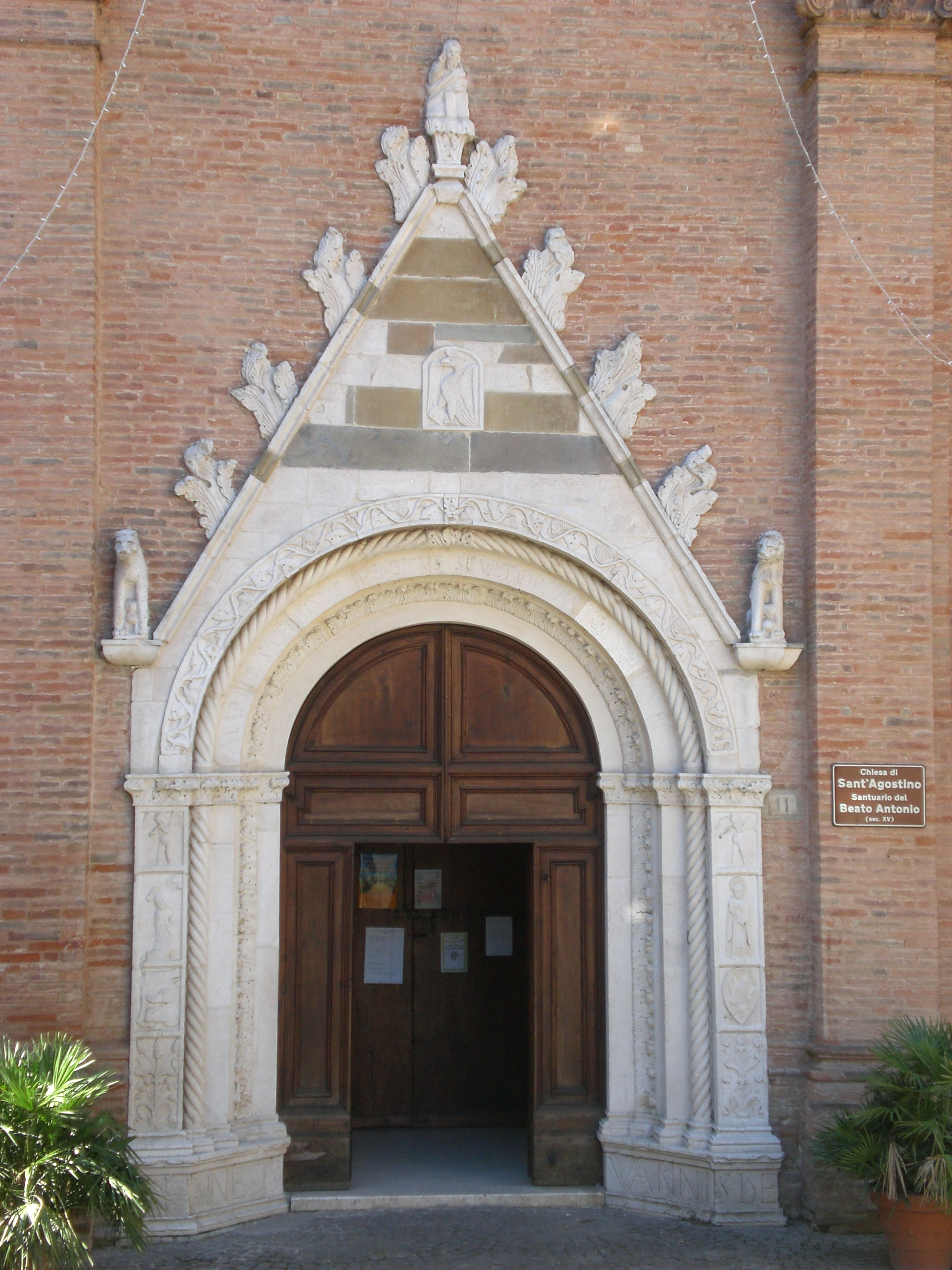
Portale di Sant'Agostino, Amandola
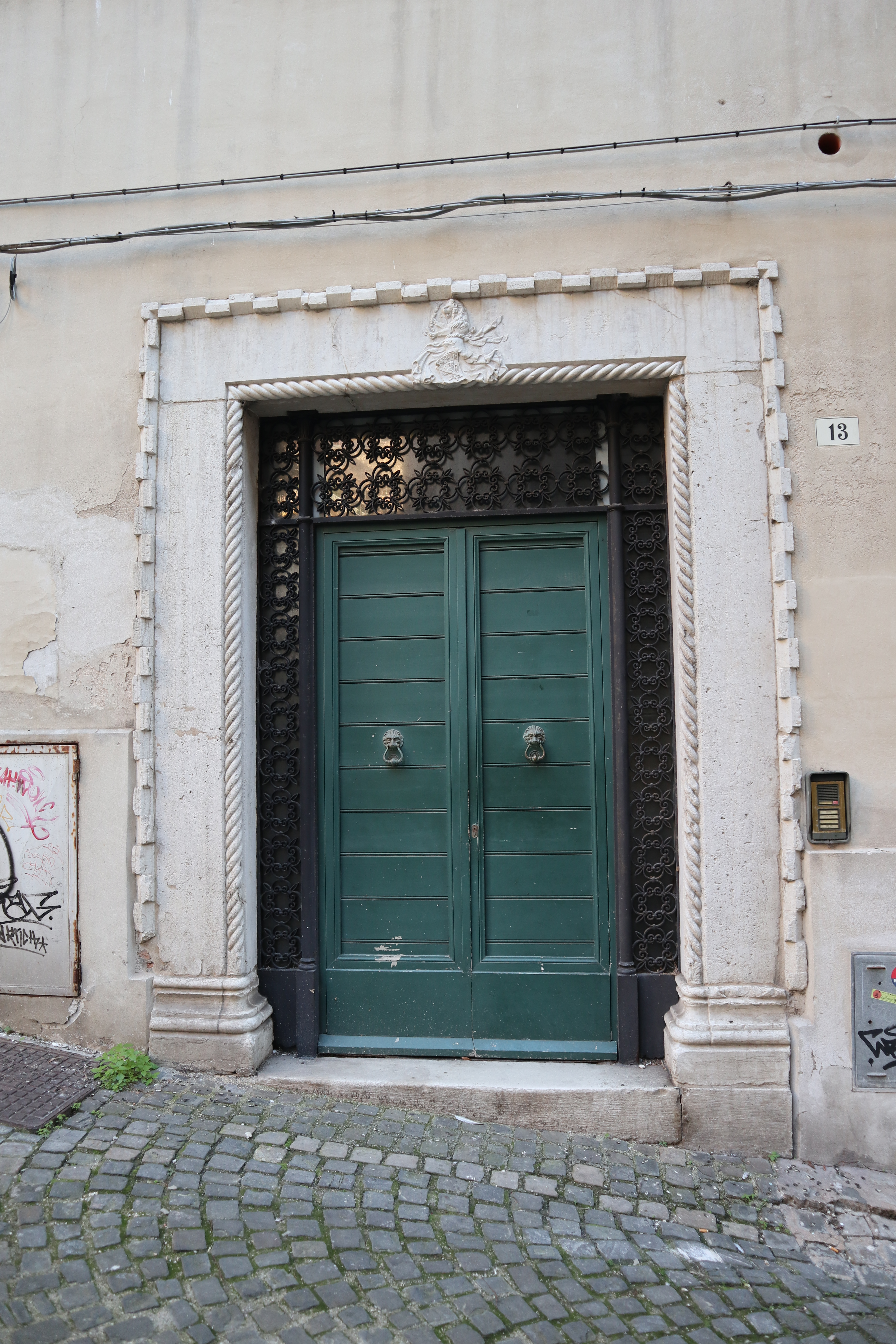
Portale laterale di Palazzo Cresci-Antiqui, Ancona
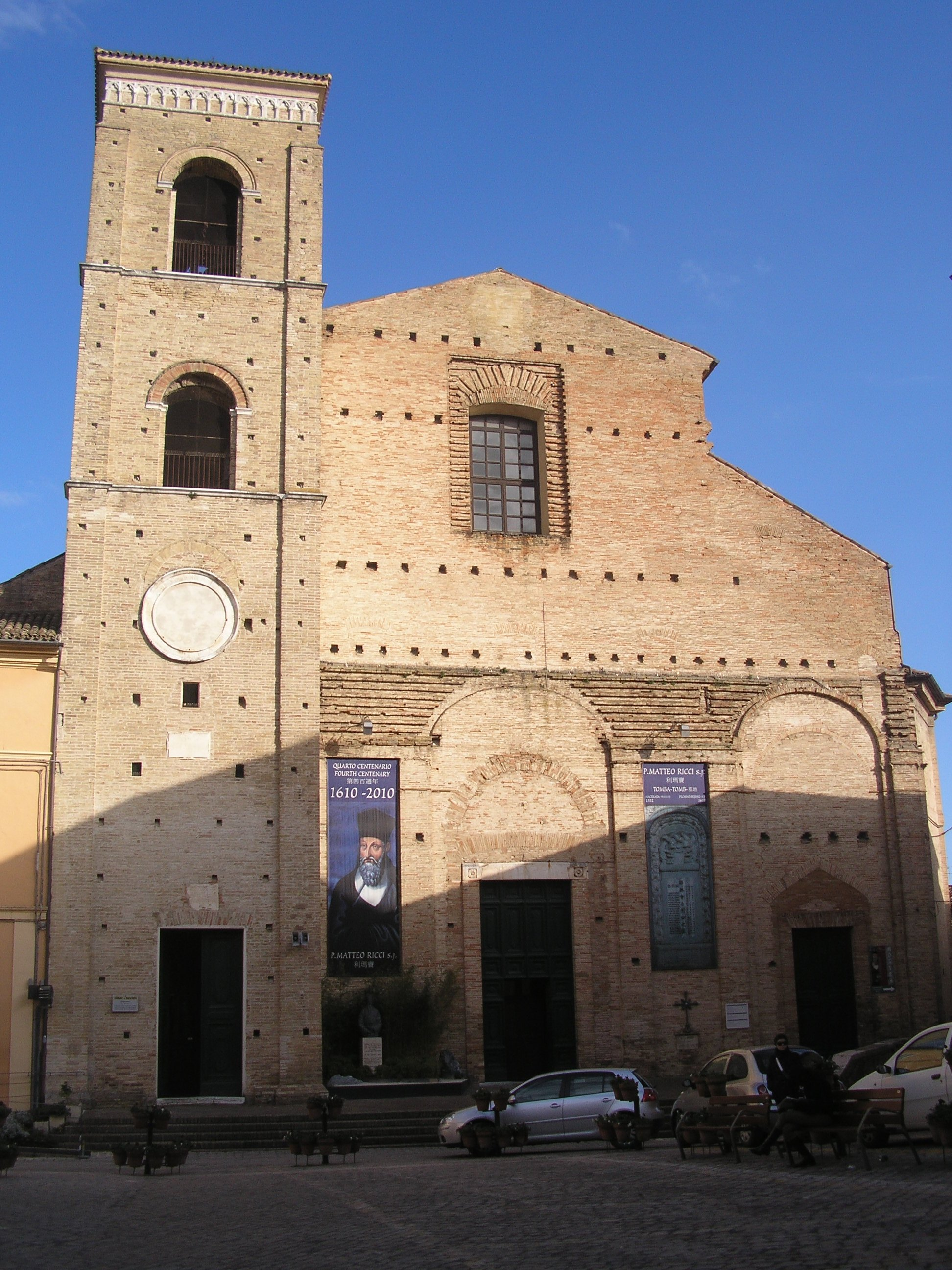
Campanile del Duomo di Macerata